# Pyrois gallica
Pyrois gallica är en fjärilsart som beskrevs av Karl Schawerda 1927. Pyrois gallica ingår i släktet Pyrois och familjen nattflyn. Inga underarter finns listade.